# Оскар (кинопремия, 2025)
97-я церемония вручения наград премии Американской академии кинематографических искусств и наук «Оскар» за заслуги в области кинематографа за 2024 год состоялась 2 марта 2025 года. Она стала второй церемонией, на которой премии вручались с учётом «стандартов репрезентации и включения». Цель этих стандартов — предоставление более широких возможностей для трудоустройства в актёрском составе, съёмочной группе, студийном обучении и стажировках недопредставленных расовых и этнических групп, женщин, представителей ЛГБТК+, лиц с когнитивными или физическими недостатками, глухих или слабослышащих. Кроме того, в марте 2025 года вступило в силу правило, принятое для защиты проката от экспансии стриминговых сервисов: чтобы получить премию, фильмы должны будут идти в кинотеатрах не меньше недели. Прокат должен был закончиться 24 января 2025 года.
В числе гипотетических претендентов на «Оскар-2025» в течение 2024 года и января 2025 года были названы вышедшие на экраны игровые фильмы «Дюна: Часть вторая», «Конклав», «Анора», «Эмилия Перес», «Бруталист», «Субстанция» и «Боб Дилан: Никому не известный», а также анимационные фильмы «Головоломка 2», «Поток» и «Дикий робот».
Оглашение номинантов изначально должно было состояться 17 января 2025 года, но из-за лесных пожаров, охвативших Лос-Анджелес, было перенесено и состоялось 23 января 2025 года. Лидером по количеству номинаций стал фильм «Эмилия Перес» — 13, который тем самым установил рекорд среди неанглоязычных фильмов, превзойдя фильмы «Крадущийся тигр, затаившийся дракон» (2000) и «Рома» (2018) с 10 номинациями. Следом идут фильмы «Бруталист» и «Злая: Сказка о ведьме Запада», у которых по 10 номинаций.
В качестве ведущего церемонии впервые выступил американский комик ирландского происхождения и телеведущий Конан О’Брайен.

## Список номинантов и лауреатов

### Фильмы с несколькими номинациями / победами
| Количество номинаций | Количество побед | Фильм                          |
| -------------------- | ---------------- | ------------------------------ |
| 13                   | 2                | Эмилия Перес                   |
| 10                   | 3                | Бруталист                      |
| 10                   | 2                | Злая: Сказка о ведьме Запада   |
| 8                    | 1                | Конклав                        |
| 8                    | 0                | Боб Дилан: Никому не известный |
| 6                    | 5                | Анора                          |
| 5                    | 2                | Дюна: Часть вторая             |
| 5                    | 1                | Субстанция                     |
| 4                    | 0                | Носферату                      |
| 3                    | 0                | Дикий робот                    |
| 3                    | 0                | Синг-Синг                      |
| 3                    | 1                | Я всё ещё здесь                |
| 2                    | 0                | Мальчишки из «Никеля»          |
| 2                    | 1                | Настоящая боль                 |
| 2                    | 1                | Поток                          |
| 2                    | 0                | Ученик. Восхождение Трампа     |

### Основные категории
| Категории                                                                             | Лауреаты и номинанты | Лауреаты и номинанты                                                             | Лауреаты и номинанты                                                             |
| ------------------------------------------------------------------------------------- | --- | -------------------------------------------------------------------------------- | -------------------------------------------------------------------------------- |
| Лучший фильм (награды вручали Мег Райан и Билли Кристал)                              | • Анора (продюсеры: Алекс Коко, Саманта Квон и Шон Бейкер) | • Анора (продюсеры: Алекс Коко, Саманта Квон и Шон Бейкер)                       | • Анора (продюсеры: Алекс Коко, Саманта Квон и Шон Бейкер)                       |
| Лучший фильм (награды вручали Мег Райан и Билли Кристал)                              | • Бруталист (продюсеры: Брэди Корбет, Д.Дж. Гугенхайм, Брайан Янг, Эндрю Моррисон и Ник Гордон)                                                                    |                                                                                  |                                                                                  |
| Лучший фильм (награды вручали Мег Райан и Билли Кристал)                              | • Боб Дилан: Никому не известный (продюсеры: Фред Бергер, Джеймс Мэнголд и Алекс Хейнеман)                                                                         |                                                                                  |                                                                                  |
| Лучший фильм (награды вручали Мег Райан и Билли Кристал)                              | • Конклав (продюсеры: Тесса Росс, Джульетт Хауэлл и Майкл Джекман)                                                                                                 |                                                                                  |                                                                                  |
| Лучший фильм (награды вручали Мег Райан и Билли Кристал)                              | • Дюна: Часть вторая (продюсеры: Мэри Пэрент, Кейл Бойтер, Таня Лапуант и Дени Вильнёв)                                                                            |                                                                                  |                                                                                  |
| Лучший фильм (награды вручали Мег Райан и Билли Кристал)                              | • Эмилия Перес (продюсеры: Паскаль Кошето и Жак Одиар) |                                                                                  |                                                                                  |
| Лучший фильм (награды вручали Мег Райан и Билли Кристал)                              | • Я всё ещё здесь (продюсеры: Мария Карлота Бруно и Родриго Тейшейра)                                                                                              |                                                                                  |                                                                                  |
| Лучший фильм (награды вручали Мег Райан и Билли Кристал)                              | • Мальчишки из «Никеля» (продюсеры: Деде Гарднер, Джереми Клейнер и Джослин Барнс)                                                                                 |                                                                                  |                                                                                  |
| Лучший фильм (награды вручали Мег Райан и Билли Кристал)                              | • Субстанция (продюсеры: Корали Фаржа, Тим Беван и Эрик Феллнер)                                                                                                   |                                                                                  |                                                                                  |
| Лучший фильм (награды вручали Мег Райан и Билли Кристал)                              | • Злая: Сказка о ведьме Запада (продюсер: Марк Платт) |                                                                                  |                                                                                  |
| Лучшая режиссура (награду вручал Квентин Тарантино)                                   | | • Шон Бейкер — «Анора»                                                           | • Шон Бейкер — «Анора»                                                           |
| Лучшая режиссура (награду вручал Квентин Тарантино)                                   | • Брэди Корбет — «Бруталист» |                                                                                  |                                                                                  |
| Лучшая режиссура (награду вручал Квентин Тарантино)                                   | • Джеймс Мэнголд — «Боб Дилан: Никому не известный» |                                                                                  |                                                                                  |
| Лучшая режиссура (награду вручал Квентин Тарантино)                                   | • Жак Одиар — «Эмилия Перес» |                                                                                  |                                                                                  |
| Лучшая режиссура (награду вручал Квентин Тарантино)                                   | • Корали Фаржа — «Субстанция» |                                                                                  |                                                                                  |
| Лучшая мужская роль (награду вручал Киллиан Мёрфи)                                    | | • Эдриен Броуди — «Бруталист» (за роль Ласло Тота)                               | • Эдриен Броуди — «Бруталист» (за роль Ласло Тота)                               |
| Лучшая мужская роль (награду вручал Киллиан Мёрфи)                                    | • Тимоти Шаламе — «Боб Дилан: Никому не известный» (за роль Боба Дилана)                                                                                           |                                                                                  |                                                                                  |
| Лучшая мужская роль (награду вручал Киллиан Мёрфи)                                    | • Колман Доминго — «Синг-Синг» (за роль Джона «Дивайн Джи» Уитфилда)                                                                                               |                                                                                  |                                                                                  |
| Лучшая мужская роль (награду вручал Киллиан Мёрфи)                                    | • Рэйф Файнс — «Конклав» (за роль кардинала Томаса Лоуренса) |                                                                                  |                                                                                  |
| Лучшая мужская роль (награду вручал Киллиан Мёрфи)                                    | • Себастиан Стэн — «Ученик. Восхождение Трампа» (за роль Дональда Трампа)                                                                                          |                                                                                  |                                                                                  |
| Лучшая женская роль (награду вручала Эмма Стоун)                                      | | • Майки Мэдисон — «Анора» (за роль Аноры (Эни) Михеевой)                         | • Майки Мэдисон — «Анора» (за роль Аноры (Эни) Михеевой)                         |
| Лучшая женская роль (награду вручала Эмма Стоун)                                      | • Синтия Эриво — «Злая: Сказка о ведьме Запада» (за роль Эльфабы)                                                                                                  |                                                                                  |                                                                                  |
| Лучшая женская роль (награду вручала Эмма Стоун)                                      | • Карла София Гаскон — «Эмилия Перес» (за роль Эмилии Перес / Хуан «Манитас» дель Монте)                                                                           |                                                                                  |                                                                                  |
| Лучшая женская роль (награду вручала Эмма Стоун)                                      | • Деми Мур — «Субстанция» (за роль Элизабет Спаркл) |                                                                                  |                                                                                  |
| Лучшая женская роль (награду вручала Эмма Стоун)                                      | • Фернанда Торрес — «Я всё ещё здесь» (за роль Юнис Пайвы) |                                                                                  |                                                                                  |
| Лучшая мужская роль второго плана (награду вручал Роберт Дауни-мл.)                   | | • Киран Калкин — «Настоящая боль» (за роль Бенджи Каплана)                       | • Киран Калкин — «Настоящая боль» (за роль Бенджи Каплана)                       |
| Лучшая мужская роль второго плана (награду вручал Роберт Дауни-мл.)                   | • Юра Борисов — «Анора» (за роль Игоря) |                                                                                  |                                                                                  |
| Лучшая мужская роль второго плана (награду вручал Роберт Дауни-мл.)                   | • Эдвард Нортон — «Боб Дилан: Никому не известный» (за роль Пита Сигера)                                                                                           |                                                                                  |                                                                                  |
| Лучшая мужская роль второго плана (награду вручал Роберт Дауни-мл.)                   | • Гай Пирс — «Бруталист» (за роль Харрисона Ли Ван Бюрена) |                                                                                  |                                                                                  |
| Лучшая мужская роль второго плана (награду вручал Роберт Дауни-мл.)                   | • Джереми Стронг — «Ученик. Восхождение Трампа» (за роль Роя Кона)                                                                                                 |                                                                                  |                                                                                  |
| Лучшая женская роль второго плана (награду вручала Давайн Джой Рэндольф)              | | • Зои Салдана — «Эмилия Перес» (за роль Риты Моры Кастро)                        | • Зои Салдана — «Эмилия Перес» (за роль Риты Моры Кастро)                        |
| Лучшая женская роль второго плана (награду вручала Давайн Джой Рэндольф)              | • Моника Барбаро — «Боб Дилан: Никому не известный» (за роль Джоан Баэз)                                                                                           |                                                                                  |                                                                                  |
| Лучшая женская роль второго плана (награду вручала Давайн Джой Рэндольф)              | • Ариана Гранде — «Злая: Сказка о ведьме Запада» (за роль Глинды)                                                                                                  |                                                                                  |                                                                                  |
| Лучшая женская роль второго плана (награду вручала Давайн Джой Рэндольф)              | • Фелисити Джонс — «Бруталист» (за роль Эржебет Тот) |                                                                                  |                                                                                  |
| Лучшая женская роль второго плана (награду вручала Давайн Джой Рэндольф)              | • Изабелла Росселлини — «Конклав» (за роль сестры Агнес) |                                                                                  |                                                                                  |
| Лучший оригинальный сценарий (награду вручала Эми Полер)                              | | • Шон Бейкер — «Анора»                                                           | • Шон Бейкер — «Анора»                                                           |
| Лучший оригинальный сценарий (награду вручала Эми Полер)                              | • Брэди Корбет и Мона Фастволд — «Бруталист» |                                                                                  |                                                                                  |
| Лучший оригинальный сценарий (награду вручала Эми Полер)                              | • Джесси Айзенберг — «Настоящая боль» |                                                                                  |                                                                                  |
| Лучший оригинальный сценарий (награду вручала Эми Полер)                              | • Мориц Биндер, Тим Фельбаум и Алекс Дэвид — «Пятое сентября» |                                                                                  |                                                                                  |
| Лучший оригинальный сценарий (награду вручала Эми Полер)                              | • Корали Фаржа — «Субстанция» |                                                                                  |                                                                                  |
| Лучший адаптированный сценарий (награду вручала Эми Полер)                            | • Питер Строхан — «Конклав» (на основе одноимённого романа Роберта Харриса)                                                                                        | • Питер Строхан — «Конклав» (на основе одноимённого романа Роберта Харриса)      | • Питер Строхан — «Конклав» (на основе одноимённого романа Роберта Харриса)      |
| Лучший адаптированный сценарий (награду вручала Эми Полер)                            | • Джеймс Мэнголд и Джей Кокс — «Боб Дилан: Никому не известный» (на основе книги Элайджа Уолда «Переход Боба Дилана к электрозвучанию»)                            |                                                                                  |                                                                                  |
| Лучший адаптированный сценарий (награду вручала Эми Полер)                            | • Жак Одиар — «Эмилия Перес» (на основе одноимённого либретто для оперы автора)                                                                                    |                                                                                  |                                                                                  |
| Лучший адаптированный сценарий (награду вручала Эми Полер)                            | • Рамелл Росс и Джослин Барнс — «Мальчишки из «Никеля»» (на основе одноимённого романа Колсона Уайтхеда)                                                           |                                                                                  |                                                                                  |
| Лучший адаптированный сценарий (награду вручала Эми Полер)                            | • Клинт Бентли, Грег Куидар, Кларенс Маклин, Джон «Дивайн Джи» Уитфилд — «Синг-Синг» (на основе программы реабилитации заключённых «Реабилитация через искусство») |                                                                                  |                                                                                  |
| Лучший анимационный полнометражный фильм (награды вручали Эндрю Гарфилд и Голди Хоун) | • Поток / Straume (Гинтс Зильбалодис, Матисс Кажа, Рон Дьенс и Грегори Зальцман)                                                                                   | • Поток / Straume (Гинтс Зильбалодис, Матисс Кажа, Рон Дьенс и Грегори Зальцман) | • Поток / Straume (Гинтс Зильбалодис, Матисс Кажа, Рон Дьенс и Грегори Зальцман) |
| Лучший анимационный полнометражный фильм (награды вручали Эндрю Гарфилд и Голди Хоун) | • Головоломка 2 / Inside Out 2 (Келси Манн и Марк Нилсен) |                                                                                  |                                                                                  |
| Лучший анимационный полнометражный фильм (награды вручали Эндрю Гарфилд и Голди Хоун) | • Мемуары улитки / Memoir of a Snail (Адам Эллиот и Лиз Кирни) |                                                                                  |                                                                                  |
| Лучший анимационный полнометражный фильм (награды вручали Эндрю Гарфилд и Голди Хоун) | • Уоллес и Громит: Самая дикая месть / Wallace & Gromit: Vengeance Most Fowl (Ник Парк, Мерлин Кроссингем и Ричард Бик)                                            |                                                                                  |                                                                                  |
| Лучший анимационный полнометражный фильм (награды вручали Эндрю Гарфилд и Голди Хоун) | • Дикий робот / The Wild Robot (Крис Сандерс и Джефф Германн) |                                                                                  |                                                                                  |
| Лучший фильм на иностранном языке (награду вручала Пенелопа Крус)                     | • Я всё ещё здесь / Ainda Estou Aqui (Бразилия), реж. Вальтер Саллес                                                                                               | • Я всё ещё здесь / Ainda Estou Aqui (Бразилия), реж. Вальтер Саллес             | • Я всё ещё здесь / Ainda Estou Aqui (Бразилия), реж. Вальтер Саллес             |
| Лучший фильм на иностранном языке (награду вручала Пенелопа Крус)                     | • Девушка с иглой / Pigen med nålen (Дания), реж. Магнус фон Хорн                                                                                                  |                                                                                  |                                                                                  |
| Лучший фильм на иностранном языке (награду вручала Пенелопа Крус)                     | • Эмилия Перес / Emilia Perez (Франция), реж. Жак Одиар |                                                                                  |                                                                                  |
| Лучший фильм на иностранном языке (награду вручала Пенелопа Крус)                     | • Семя священного инжира / The Seed of the Sacred Fig (Германия), реж. Мохаммад Расулоф                                                                            |                                                                                  |                                                                                  |
| Лучший фильм на иностранном языке (награду вручала Пенелопа Крус)                     | • Поток / Straume (Латвия), реж. Гинтс Зильбалодис |                                                                                  |                                                                                  |

### Другие категории
| Категории                                    | Лауреаты и номинанты |
| -------------------------------------------- | --- |
| Лучшая музыка к фильму                       | • Дэниэл Блумберг — «Бруталист»                                                                                           |
| Лучшая музыка к фильму                       | • Фолькер Бертельман — «Конклав»                                                                                          |
| Лучшая музыка к фильму                       | • Клеман Дюколь и Камий — «Эмилия Перес»                                                                                  |
| Лучшая музыка к фильму                       | • Джон Пауэлл и Стивен Шварц — «Злая: Сказка о ведьме Запада»                                                             |
| Лучшая музыка к фильму                       | • Крис Бауэрс — «Дикий робот»                                                                                             |
| Лучшая песня к фильму                        | • El Mal — «Эмилия Перес» — музыка: Клеман Дюколь и Камий; слова: Клеман Дюколь, Камий и Жак Одиар                        |
| Лучшая песня к фильму                        | • The Journey — «Батальон 6888» — музыка и слова: Дайан Уоррен                                                            |
| Лучшая песня к фильму                        | • Like A Bird — «Синг-Синг» — музыка и слова: Авраам Александр и Адриан Кесада                                            |
| Лучшая песня к фильму                        | • Mi Camino — «Эмилия Перес» — музыка и слова: Камий и Клеман Дюколь                                                      |
| Лучшая песня к фильму                        | • Never Too Late — «Элтон Джон: Никогда не поздно» — музыка и слова: Элтон Джон, Брэнди Карлайл, Эндрю Уотт и Берни Топин |
| Лучший звук                                  | • «Дюна: Часть вторая» — Гарет Джон, Ричард Кинг, Рон Бартлетт и Дуг Хемфилл                                              |
| Лучший звук                                  | • «Боб Дилан: Никому не известный» — Тод А. Мейтленд, Дональд Сильвестр, Тед Каплан, Пол Мэсси и Дэвид Джаммарко          |
| Лучший звук                                  | • «Эмилия Перес» — Эрван Керзанет, Эмерик Деволдер, Максанс Дюссер, Сирил Хольц и Нильс Барлетта                          |
| Лучший звук                                  | • «Злая: Сказка о ведьме Запада» — Саймон Хейс, Нэнси Наджент Тайтл, Джек Долман, Энди Нельсон и Джон Маркиз              |
| Лучший звук                                  | • «Дикий робот» — Рэнди Том, Брайан Чамни, Гэри А. Риццо и Лефф Леффертс                                                  |
| Лучшая работа художника-постановщика         | • «Злая: Сказка о ведьме Запада» — Нэйтан Краули (постановщик), Ли Сандалес (декоратор)                                   |
| Лучшая работа художника-постановщика         | • «Бруталист» — Джуди Бекер (постановщик), Патриция Кучча (декоратор)                                                     |
| Лучшая работа художника-постановщика         | • «Конклав» — Сьюзи Дейвис (постановщик), Синтия Слейтер (декоратор)                                                      |
| Лучшая работа художника-постановщика         | • «Дюна: Часть вторая» — Патрис Верметт (постановщик), Шэйн Виё (декоратор)                                               |
| Лучшая работа художника-постановщика         | • «Носферату» — Крэйг Лэтроп (постановщик), Беатрис Брентнерова (декоратор)                                               |
| Лучшая операторская работа                   | • «Бруталист» — Лу Кроули                                                                                                 |
| Лучшая операторская работа                   | • «Дюна: Часть вторая» — Грег Фрэйзер                                                                                     |
| Лучшая операторская работа                   | • «Эмилия Перес» — Поль Гильом                                                                                            |
| Лучшая операторская работа                   | • «Мария» — Эдвард Лэкмен                                                                                                 |
| Лучшая операторская работа                   | • «Носферату» — Джарин Блашке                                                                                             |
| Лучший грим и причёски                       | • «Субстанция» — Пьер-Оливье Персен, Стефани Гийон и Мэрилин Скарселли                                                    |
| Лучший грим и причёски                       | • «Другой человек» — Майк Марино, Дэвид Престо и Кристал Хурадо                                                           |
| Лучший грим и причёски                       | • «Эмилия Перес» — Джулия Флох Карбонель, Эммануэль Жанвье и Жан-Кристоф Спадаччини                                       |
| Лучший грим и причёски                       | • «Носферату» — Дэвид Уайт, Трейси Лоудер и Сюзанна Стоукс-Мунтон                                                         |
| Лучший грим и причёски                       | • «Злая: Сказка о ведьме Запада» — Фрэнсис Хэннон, Лора Блаунт и Сара Нут                                                 |
| Лучший дизайн костюмов                       | • «Злая: Сказка о ведьме Запада» — Пол Тэйзуэлл                                                                           |
| Лучший дизайн костюмов                       | • «Боб Дилан: Никому не известный» — Арианна Филлипс                                                                      |
| Лучший дизайн костюмов                       | • «Конклав» — Лизи Кристль                                                                                                |
| Лучший дизайн костюмов                       | • «Гладиатор 2» — Джэнти Йэтс и Дэвид Кроссман                                                                            |
| Лучший дизайн костюмов                       | • «Носферату» — Линда Мьюир                                                                                               |
| Лучший монтаж                                | • «Анора» — Шон Бейкер |
| Лучший монтаж                                | • «Бруталист» — Давид Янчо                                                                                                |
| Лучший монтаж                                | • «Конклав» — Ник Эмерсон                                                                                                 |
| Лучший монтаж                                | • «Эмилия Перес» — Жюльетт Вельфлинг                                                                                      |
| Лучший монтаж                                | • «Злая: Сказка о ведьме Запада» — Майрон И. Керстайн                                                                     |
| Лучшие визуальные эффекты                    | • «Дюна: Часть вторая» — Пол Ламберт, Стивен Джеймс, Риз Салкомб и Герд Нефзер                                            |
| Лучшие визуальные эффекты                    | • «Чужой: Ромул» — Эрик Барба, Нельсон Сепульведа-Фаузер, Дэниел Макарин и Шейн Махан                                     |
| Лучшие визуальные эффекты                    | • «Быть лучше: История Робби Уильямса» — Люк Миллар, Дэвид Клейтон, Кит Херфт и Питер Стаббс                              |
| Лучшие визуальные эффекты                    | • «Планета обезьян: Новое царство» — Эрик Винквист, Стивен Унтерфранц, Пол Стори и Родни Берк                             |
| Лучшие визуальные эффекты                    | • «Злая: Сказка о ведьме Запада» — Пабло Хельман, Джонатан Фокнер, Дэвид Ширк и Пол Корбоулд                              |
| Лучший документальный полнометражный фильм   | • Базель Адра, Рэйчел Сор, Хамдан Балал и Юваль Абрахам — «Нет другой земли»                                              |
| Лучший документальный полнометражный фильм   | • Сиори Ито, Эрик Ниари и Ханна Аквилин — «Дневники чёрного ящика»                                                        |
| Лучший документальный полнометражный фильм   | • Брендан Белломо, Слава Леонтьев, Аньела Сидорска и Паула ДюПре Песмен — «Фарфоровая война»                              |
| Лучший документальный полнометражный фильм   | • Йохан Гримонпре, Даан Милиус и Реми Греллети — «Саундтрек к государственному перевороту»                                |
| Лучший документальный полнометражный фильм   | • Джулиан Брейв Нойзкэт, Эмили Кэсси и Келлен Куинн — «Сахарный тростник»                                                 |
| Лучший короткометражный документальный фильм | • Молли О’Брайэн и Лиза Ремингтон — «Единственная девушка в оркестре»                                                     |
| Лучший короткометражный документальный фильм | • Ким А. Снайдер и Джаник Л. Робийяр — «Смерть в цифрах»                                                                  |
| Лучший короткометражный документальный фильм | • Смрити Мундра и Майя Гнип — «Я готов, надзиратель»                                                                      |
| Лучший короткометражный документальный фильм | • Билл Моррисон и Джейми Калвен — «Инцидент»                                                                              |
| Лучший короткометражный документальный фильм | • Эма Райан Ямадзаки и Эрик Ньяри — «Инструменты бьющегося сердца»                                                        |
| Лучший игровой короткометражный фильм        | • Виктория Вармердам и Трент — «Я не робот»                                                                               |
| Лучший игровой короткометражный фильм        | • Сэм и Дэвид Катлер-Кройцы — «Залог»                                                                                     |
| Лучший игровой короткометражный фильм        | • Адам Дж. Грейвс и Сучитра Маттай — «Ануя»                                                                               |
| Лучший игровой короткометражный фильм        | • Синди Ли и Дарвин Шоу — «Последний рейнджер»                                                                            |
| Лучший игровой короткометражный фильм        | • Небойша Слиепчевич и Даниэль Пек — «Человек, который не мог молчать»                                                    |
| Лучший анимационный короткометражный фильм   | • Ширин Сохани и Хоссейн Молаеми — «В тени кипариса»                                                                      |
| Лучший анимационный короткометражный фильм   | • Николас Кеппенс и Брехт ван Эльсланд — «Красавцы»                                                                       |
| Лучший анимационный короткометражный фильм   | • Дайсуке Нисио и Такаси Васио — «Magic Candies»                                                                          |
| Лучший анимационный короткометражный фильм   | • Нина Ганц и Стинетт Босклоппер — «Wander to Wonder»                                                                     |
| Лучший анимационный короткометражный фильм   | • Лоик Эспюш и Жюльетт Марке — «Фу!»                                                                                      |

## Специальные награды
| Категория                                            | Получатель(и)              | Фотография | Пр.         |
| ---------------------------------------------------- | -------------------------- | ---------- | ----------- |
| Премия «Оскар» за выдающиеся заслуги в кинематографе | • Джульет Тейлор           | N/A        | [ 8 ] [ 9 ] |
| Премия «Оскар» за выдающиеся заслуги в кинематографе | • Куинси Джонс (посмертно) |            | [ 8 ] [ 9 ] |
| Награда имени Ирвинга Тальберга                      | • Барбара Брокколи         |            | [ 8 ] [ 9 ] |
| Награда имени Ирвинга Тальберга                      | • Майкл Г. Уилсон          |            | [ 8 ] [ 9 ] |
| Награда имени Джина Хершолта                         | • Ричард Кёртис            |            | [ 8 ] [ 9 ] |

## Рекорды церемонии
- В пятый раз одновременно 3 фильма получили 10 и более номинаций: 13 — «Эмилия Перес», по 10 — «Бруталист» и «Злая: Сказка о ведьме Запада».
- «Эмилия Перес» стала фильмом с наибольшим количеством номинаций среди неанглоязычных фильмов — 13, а также таковым без награды за лучший фильм.
- «Я всё ещё здесь» стал первым бразильским фильмом, получившим награду, а также номинированным в категории «Лучший фильм».
- «Поток» стал первым латвийским полнометражным мультфильмом, получившим награду, и первым латвийским фильмом в целом, номинированным в категории «Лучший фильм на иностранном языке».
- Карла София Гаскон стала первой номинированной открытой трансгендерной актрисой[11].
- Юра Борисов стал первым номинированным российским актёром.
- Шон Бейкер стал первым человеком, получившим индивидуально 4 награды за работу над одним фильмом («Анора»): за лучший фильм, лучшую режиссуру, лучший оригинальный сценарий и лучший монтаж, а также одним из двух лауреатов (наряду с Уолтом Диснеем) с наибольшим количеством индивидуальных побед за один год.
- «Анора» стала четвёртым фильмом (после «Паразитов», «Марти» и «Потерянного уикенда»), получившим награду за «Лучший фильм» и главный приз Каннского кинофестиваля.
- Дайан Уоррен после 16 номинации без награды стала самым безуспешно номинированным композитором, превзойдя Алекса Норта, Томаса Ньюмана с 15 номинациями и повторив рекорд звукорежиссёра Грега П. Расселла.